# Snap Out of It
Snap Out of It è un singolo degli Arctic Monkeys.
La canzone è contenuta nell'album AM, quinto lavoro della band, ed è stata pubblicata come singolo il 9 giugno 2014.

## Video musicale
Il video musicale, diretto da Focus Creeps, è stato pubblicato su YouTube il 16 giugno 2014.

## Classifiche
| Classifica (2013)         | Posizione massima |
| ------------------------- | ----------------- |
| Belgio (Fiandre)          | 2                 |
| Belgio (Vallonia)         | 35                |
| Canada                    | 70                |
| Irlanda                   | 68                |
| Regno Unito               | 82                |
| Regno Unito (independent) | 6                 |
| Stati Uniti (rock)        | 37                |